# Tihany
Tihany és un municipi a la península homònima, a la riba nord del llac Balaton, a la província de Veszprém, a Hongria. El poble té unes de les millors vistes sobre el llac Balaton i és a prop del Belsö-tó, o llac interior, situat a un nivell més alt que el Balaton.
El centre del poble i del districte és una abadia benedictina fundada el 1055 pel rei Andreu I d'Hongria, que està enterrat a la cripta. De fet, l'acta de fundació de l'abadia, actualment conservada a l'abadia de Pannonhalma, conté les primeres paraules de què es té constància en idioma hongarès. L'abadia es va reconstruir en estil barroc i rococó el 1754, i avui dia és un dels atractius turístics de la zona, a causa de la seva importància històrica i artística.
L'abadia també va ser important en la història de la dinastia Habsburg, ja que l'últim emperador d'Àustria d'aquesta dinastia, Carles I d'Àustria, hi va ser retingut breument després d'haver estat capturat durant el seu segon intent d'accedir al tron d'Hongria. El museu que hi ha instal·lat en un edifici annex a l'església conté una sala dedicada a aquest últim rei d'Hongria, que va esperar aquí, en va, la seva restauració.
Els habitants de Tihany tenen la renda per capita més alta d'Hongria, i els preus dels habitatges a la població són els més elevats de tot el país.